# 楊崇祖
楊 崇祖（よう すうそ、生没年不詳）は、中国の南北朝時代の仇池氐の首長。陰平王。

## 経歴
楊炅の子として生まれた。496年、父が死去すると、南朝斉の明帝により仮節・都督沙州諸軍事・征虜将軍・平羌校尉・沙州刺史に任じられ、陰平王に封じられた。
崇祖が死去すると、子の楊孟孫が立った。